# Eddie Palmieri

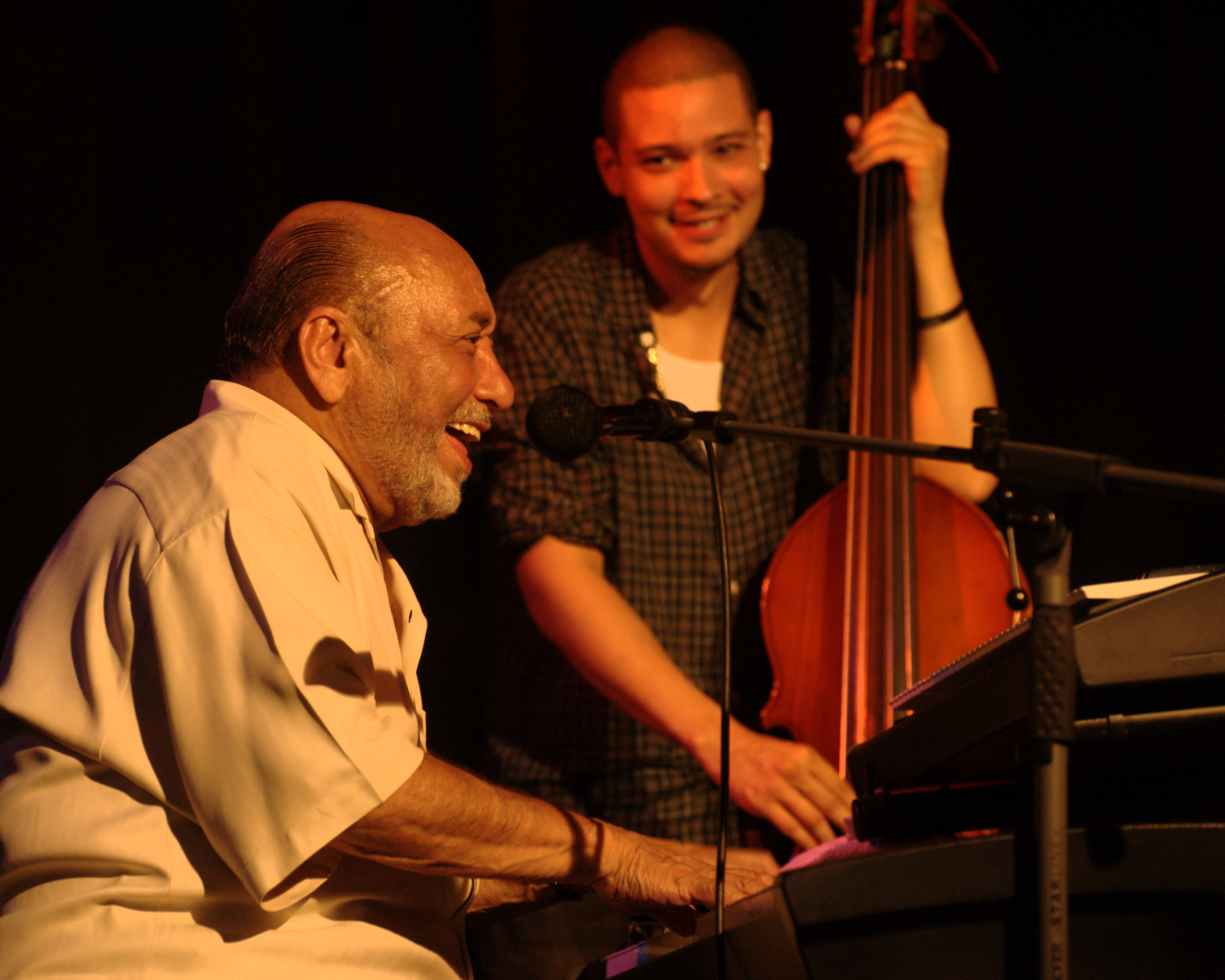
Eddie Palmieri (im Hintergrund Bassist Luques Curtis) im Konzert in der Bessunger Knabenschule in Darmstadt am 18. Juni 2013

Eddie Palmieri (* 15. Dezember 1936 in New York; † 6. August 2025 in Hackensack, New Jersey) war ein US-amerikanischer Pianist und Orchesterleiter. Er war bekannt als Vertreter des lateinamerikanischen Jazz (Latin Jazz) und war auch in der Salsa und der New York Salsa beheimatet.

## Leben und Werk
Palmieri war der Sohn des Radio- und Fernsehtechnikers Carlos Manuel Palmieri und dessen Frau, der Schneiderin Isabel Palmieri-Maldonado, und wuchs gemeinsam mit seinem älteren Bruder Charlie Palmieri auf. Seine teils italienischstämmigen Eltern emigrierten 1926 aus Ponce (Puerto Rico) und ließen sich in Spanish Harlem, einem lateinamerikanisch dominierten Stadtviertel in Manhattan, nieder.
Palmieri musizierte ab dem Alter von fünf Jahren und interessierte sich schon früh für Jazz. Er nahm Klavierunterricht und trat mit elf Jahren in der Carnegie Hall auf. Mit 14 Jahren gründete Palmieri seine erste Gruppe und spielte auch in anderen Gruppen, etwa bei Tito Rodríguez.
Im Jahre 1961 gründete er die Gruppe La Perfecta, mit der er den Stil Charanga populär machte, und nahm Lo que traigo es sabroso sowie Muñeca auf. 1968 löste sich die Gruppe auf.
1971 nahm er mit seinem Bruder, Charlie Palmieri (Orgel), Vamos pa’l monte und Eddie Palmieri & Friends in Concert, Live at the University of Puerto Rico auf. 1975 erhielt Palmieri als erster lateinamerikanischer Musiker einen Grammy Award für The Sun of Latin Music.
In den 1980er Jahren erhielt er zwei Grammys für Palo pa rumbo und Solito. Im Jahre 1987 nahm er La verdad, ein Jahr später El rumbero del piano auf. In den 1990ern konzertierte er u. a. mit den Fania All-Stars und den Tico All-Stars. 2000 kündigte er seinen Rückzug aus der Musik an. Er nahm jedoch noch gemeinsam mit Tito Puente das Album Masterpiece auf und erhielt dafür seinen sechsten und siebten Grammy. 2006 erhielt er seinen achten Grammy für das Album Simpático.
Eddie Palmieri war 58 Jahre lang mit seiner Frau Irada González-Palmieri verheiratet († 2014) und hinterlässt vier Töchter. Im August 2025 starb Palmieri im Alter von 88 Jahren in seinem Haus in Hackensack nach längerer Krankheit.

## Diskografie
| - La Perfecta, 1962 - El molestoso, 1963 - Lo que traigo es sabroso, 1964 - Echando pa’lante (Straight Ahead), 1964 - Azucar pa’ti (Sugar for You), 1965 - Mozambique, 1965 - El sonido nuevo: The New Soul Sound, 1966 (mit Cal Tjader) - Bamboléate, 1967 (mit Cal Tjader) - Molasses, 1967 - Champagne, 1968 - Justicia, 1969 - Superimposition, 1970 - Vamonos pa’l monte, 1971 - Live at the University of Puerto Rico, 1971 - Harlem River Drive, 1971 (Teil der Harlem River Drive Band) - Recorded Live at Sing Sing, Vol. 1, 1972 - Recorded Live at Sing Sing, Vol. 2, 1972 - Sentido, 1972 - The Sun of Latin Music, 1973 - Unfinished Masterpiece, 1974 - Lucumi, Macumba, Voodoo, 1978 | - Eddie Palmieri, 1982 - Palo pa rumba, 1984 - Solito, 1985 - The Truth, La verdad, 1987 - Sueño, 1992 - Llego la India via Eddie Palmieri, 1992 (mit La India) - Palmas, 1994 - Arete, 1995 - Vortex, 1996 - El rumbero del piano, 1998 - Live, 1999 - Masterpiece / Obra maestra, 2000 (mit Tito Puente) - En vivo Italia, 2002 - La Perfecta II, 2002 - Ritmo caliente, 2003 - Listen Here!, 2005 - The Brian Lynch/Eddie Palmieri Project: Simpático, 2006 (Grammy) - Salsa Brothers, 2011 (mit Charlie Palmieri) - Sabiduría (Ropeadope, 2017) - Full Circle (2018) - Mi luz mayor (2018) |